# Ts'eł'eni
Ts'eł'eni (Kol'eni; Bush Indians), Bush Indijanci su dlakavi divlji ljudi iz tundre kod Ahtena, Ingalika i Kolchana u aljaskom Atabaskanskom folkloru. Bush Indijanci vrlo su agresivni i često se pojavljuju kao bauk u pričama djeci, ponekad otimaju ili čak jedu neopreznu djecu.
Donekle se preklapaju sa Woodsmanom (Nuhu'anh), ali većina Atabaskanaca ih smatra različitim bićima-- Bush Indijanci su agresivniji, sličniji ljudima i žive u plemenima, dok su Šumski ljudi samotnjaci, prikriveni i ne ubijaju ljude.